# Galamin
Galamin trietjodid (Flaksedil) je nedepolarizirajući mišićni relaksant. On deluje na aktivno mesto holinergčkog receptora u mišićima čime kompetitivno blokira prenos acetilholinskog signala. Galamin trietjodid ima parasimpatolitičko dejstvo na srčani živac lutalac koji uzrokuje tahikardiju i povremeno hipertenziju. Veoma visoke doze uzrokuju otpuštanje histamina.
Galamin trietjodid se koristi za stabilizaciju mišićnih kontrakcija tokom hirurških postupaka.
Ovaj lek je razvila kompanija Daniel Bovet 1947.

## Spoljašnje veze
|  | Molimo Vas, obratite pažnju na važno upozorenje u vezi sa temama iz oblasti medicine (zdravlja). |